# MacOS Sierra
macOS Sierra (versión 10.12) es la decimotercera versión de macOS (anteriormente OS X), el sistema operativo de Apple para sus ordenadores de escritorio, portátiles y servidores Macintosh. Es la primera versión del sistema operativo tras el cambio de denominación de OS X a macOS.
Fue anunciada el 13 de junio de 2016 durante la WWDC de ese año junto a las nuevas versiones de los otros sistemas operativos de los productos de Apple (iOS 10 para iPhone y iPad, WatchOS 3 para Apple Watch y tvOS 10 para Apple TV). Fue lanzada oficialmente el 20 de septiembre de 2016.

## Características
Los principales cambios en la versión 10.12 de  fueron los siguientes:

### Diseño
La interfaz del sistema es prácticamente idéntica a la de la versión anterior OS X El Capitán.

### Inicio de sesión
El ordenador se puede desbloquear automáticamente cuando el usuario está cerca del mismo y lleve consigo un Apple Watch.

### Portapapeles universal
Desde esta versión existe un portapapeles único para todos los dispositivos de Apple que disponga el usuario. A través de la herramienta que la compañía denominó Continuity, es posible copiar un texto en el iPhone y pegarlo en un documento en el Mac, o viceversa.

### iCloud
La nueva funcionalidad que Apple añadió a iCloud fue la de optimizar el almacenamiento del Mac. El servicio guarda las versiones antiguas de los documentos, versiones originales de imágenes y automatiza los procesos de eliminación de la caché en el navegador Safari, con el objetivo de liberar espacio en el disco duro.

### Apple Pay
El servicio de pago móvil permitió desde esta versión hacer pagos a terceros a través de la web en el Mac, utilizando como medio de autorización del pago el Touch ID del iPhone.

### Picture in Picture
Tras su inclusión en los iPads con iOS 9, está función llegó a los Mac. Durante la reproducción de un vídeo, si se pulsa el botón que lo habilita, se separa el vídeo de la ventana en la que se está reproduciendo y se crea una ventana independiente y flotante, que además se puede reubicar y redimensionar. Dicha función también se puede utilizar cuando el modo pantalla completa está activado.

### Pestañas
Con esta versión el sistema de pestañas presente en el navegador Safari se extiende al resto de aplicaciones, ya sean nativas o de terceros, automáticamente. Desde ahora, cuando el usuario abre dos o más ventanas de una misma aplicación, en lugar de aparecer como ventanas independientes, se organizan en pestañas.

### Siri
Con macOS Sierra el asistente virtual Siri llegó a la única plataforma de Apple que le faltaba. Para invocarla existen, por una parte un acceso en el dock, y por otro, uno en la barra de menús superior a la derecha de la pantalla. Además de disfrutar de las mismas funciones que en iOS, con macOS, se le añade la posibilidad de buscar archivos a través del Finder. El usuario puede interactuar con los resultados, pudiendo añadirlos al centro de notificaciones en forma de Widget o arrastrar en un documento las imágenes devueltas como resultado. También se integró con iTunes.

## Equipos soportados
Los productos de Apple que soportan esta versión son los siguientes:
| Producto    | Modelos                         |
| ----------- | ------------------------------- |
| iMac        | Finales de 2009 o más reciente  |
| MacBook     | Finales de 2009 o más reciente  |
| MacBook Pro | Mediados de 2010 o más reciente |
| MacBook Air | Finales de 2010 o más reciente  |
| Mac mini    | Mediados de 2010 o más reciente |
| Mac Pro     | Mediados de 2010 o más reciente |

macOS Sierra es la primera versión del sistema operativo sin soporte para Xserve.

## Versiones
|  | Discontinuado |  | Versión Actual |  | En desarrollo (Beta) |

| Versión | Build   | Fecha                    | Nombre del Sistema Operativo | Información                 | Descarga      |
| ------- | ------- | ------------------------ | ---------------------------- | --------------------------- | ------------- |
| 10.12   | 16A323  | 20 de septiembre de 2016 | Basado en Darwin OS 16.0.0   | Versión inicial             | —             |
| 10.12.1 | 16B2555 | 23 de octubre de 2016    | Basado en Darwin OS 16.1.0   | macOS Sierra 10.12.1 Update | —             |
| 10.12.1 | 16B2657 | 27 de octubre de 2016    | Basado en Darwin OS 16.1.0   | macOS Sierra 10.12.1 Update | —             |
| 10.12.2 | 16C67   | 13 de diciembre de 2016  | Basado en Darwin OS 16.3.0   | macOS Sierra 10.12.2 Update | —             |
| 10.12.2 | 16C68   | 14 de diciembre de 2016  | Basado en Darwin OS 16.3.0   | macOS Sierra 10.12.2 Update | —             |
| 10.12.3 | 16D32   | 23 de enero de 2017      | Basado en Darwin OS 16.4.0   | macOS Sierra 10.12.3 Update | —             |
| 10.12.4 | 16E195  | 27 de marzo de 2017      | Basado en Darwin OS 16.5.0   | macOS Sierra 10.12.4 Update | —             |
| 10.12.5 | 16F73   | 15 de mayo de 2017       | Basado en Darwin OS 16.6.0   | macOS Sierra 10.12.5 Update | —             |
| 10.12.6 | 16G12b  | 19 de julio de 2017      | Basado en Darwin OS 16.7.0   | macOS Sierra 10.12.6 Update | Mac App Store |